# Убінка
У́бінка (каз. Убинка) — село у складі Шемонаїхинського району Східноказахстанської області Казахстану. Входить до складу Зевакінського сільського округу.
Населення — 598 осіб (2021; 851 у 2009, 941 у 1999, 1094 у 1989).
Національний склад станом на 1989 рік:
- росіяни — 70 %